# Benedetta Pilato
Benedetta Pilato (Taranto, 18 gennaio 2005) è una nuotatrice italiana, specializzata nella rana.
È primatista italiana della specialità sui 50 metri (29"30) e sui 100 metri (1'05"44). Nel suo palmarès vanta un oro mondiale e quattro ori europei (due in vasca lunga e due in vasca corta).
All'età di 14 anni e sei mesi, è stata la nuotatrice italiana più giovane a debuttare in un campionato mondiale, battendo il record di precocità di Federica Pellegrini.

## Biografia
Nata e cresciuta a Taranto, dove ha frequentato il liceo scientifico "Principessa Maria Pia", ha iniziato la carriera agonistica nella Fimco Sport, allenata da Vito D'Onghia.

## Carriera

### 2018
Il 1º dicembre 2018, a soli tredici anni, ha conquistato con un tempo di 30"32 la medaglia d'argento sui 50 metri rana ai campionati italiani open di Riccione in vasca corta, dietro a Martina Carraro, ma davanti a Scarcella e Castiglioni.

### 2019
Il 3 luglio 2019, alla sua prima presenza in nazionale, ai Campionati europei giovanili di nuoto 2019 di Kazan', ha vinto la medaglia d'oro nei 50 m rana, stabilendo il record dei campionati con il tempo di 30"16; due giorni dopo ha conquistato anche la medaglia d'argento nella staffetta 4x100 m mista femminile insieme a Gaetani, Biasibetti e Cocconcelli, con il tempo di 4'05"66. Sempre a Kazan ha stabilito il nuovo record italiano categoria ragazzi nei 100 m rana con il tempo di 1'08"21, record battuto poco dopo ai campionati mondiali giovanili di Budapest.
Il 27 luglio 2019, all'esordio nella nazionale maggiore, ai campionati mondiali di nuoto 2019 di Gwangju, in Corea del Sud, è entrata nella finale dei 50 metri rana con il terzo miglior tempo (30"17), dopo aver stabilito il nuovo record italiano ed avendo vinto la batteria con 29"98, battendo il suo precedente record stabilito a giugno al Trofeo Settecolli (30"13). Il giorno seguente si piazza sul secondo gradino del podio nella gara veloce della rana, arrivando alle spalle della sola statunitense Lilly King.
Da ottobre 2019 è tesserata per il Circolo Canottieri Aniene, ma con la possibilità di allenarsi a Taranto, dove abita e studia.
A novembre dello stesso anno, in due giorni ritocca i propri primati personali in vasca corta al Trofeo Nico Sapio di Genova: l'8 novembre stabilisce il nuovo record italiano dei 50 metri col tempo di 29"41, e il giorno dopo scende a 1'05"40 sui 100 metri.
Il 4 dicembre 2019 vince la sua prima gara a livello assoluto: ai campionati europei in vasca corta di Glasgow vince la medaglia d'oro nei 50 metri rana con il tempo di 29"32, nuovo record italiano e record mondiale giovanile.

### 2020-2021
Il 16 ottobre 2020, nella tappa di International Swimming League svoltasi alla Duna Aréna di Budapest, grazie al tempo di 28"97 ha realizzato il nuovo record italiano assoluto nei 50 metri rana in vasca corta, migliorando il proprio primato precedente ottenuto a Glasgow. Il 14 novembre 2020 durante le semifinali dell'International Swimming League (sempre a Budapest) migliora ulteriormente la prestazione facendo scendere il tempo del primato nazionale a 28"86,, ulteriormente abbassato il 21 novembre in finale a 28"81: in questo modo eguaglia il record europeo di Rūta Meilutytė. Il 15 novembre stabilisce anche il nuovo primato nazionale nei 100 metri rana in vasca corta, fissando il tempo di 1'03"55.
Il 17 dicembre, agli Assoluti di Riccione, stabilisce il nuovo primato italiano sui 100 metri rana in vasca lunga con il tempo di 1'06"02 e ottiene il pass per i Giochi di Tokyo 2020. Il giorno dopo migliora il suo precedente primato italiano sui 50 rana abbassandolo di oltre 2 decimi e portandolo a 29"'61.
Dopo lo stop di tutte le competizioni a causa della pandemia di COVID-19, il 22 maggio 2021 ai campionati europei di Budapest ha stabilito alla Duna Aréna il nuovo record del mondo sui 50 metri rana, chiudendo la semifinale in 29"30 , stabilendo il nuovo record del mondo(dopo aver ottenuto in mattinata in batteria il nuovo record italiano con 29"50) e conquistando il giorno dopo la medaglia d’oro nella specialità. Alle Olimpiadi di Tokyo, invece, manca la qualificazione alla semifinale dei 100 m rana, con tanto di squalifica per una gambata irregolare durante la gara.
Ai campionati europei in vasca corta di Kazan 2021 e ai campionati mondiali di nuoto in vasca corta di Abu Dhabi 2021 ha vinto la medaglia d'argento nei 50 metri rana.

### 2022-
Nel 2022 ha vinto la medaglia d'oro nei 100 m rana e la medaglia d'argento nei 50 m rana sia ai campionati mondiali di Budapest sia agli europei casalinghi di Roma.
L'anno seguente, invece, ottiene la medaglia di bronzo nei 50 metri rana ai campionati del mondo a Fukuoka nonostante una stagione difficile. Nelle semifinali la lituana Rūta Meilutytė eguaglia il suo record del mondo, per poi abbassarlo a 29"16 nell'atto finale. Dopo la medaglia di bronzo la tarantina annuncia inoltre il trasferimento a Torino, per allenarsi sotto la guida di Antonio Satta. Conclude l'anno solare partecipando agli europei in corta di Otopeni, dove si aggiudica un oro nei 50 metri rana (siglando, peraltro, il nuovo record della competizione in 28"86) e due argenti, nei 100 metri rana e nella staffetta 4x50 metri misti.
Inizia il 2024 prendendo parte ai mondiali di Doha, chiusi con un'altra medaglia di bronzo nei 50 metri rana. Il 21 giugno, in occasione del Trofeo Settecolli, sigla il nuovo record italiano nei 100 metri rana con il crono di 1'05"44. Alle Olimpiadi di Parigi termina in quarta posizione i 100 metri rana, mancando la medaglia di bronzo per un solo centesimo.
Nel 2025, ai mondiali di Singapore, arriva nuovamente terza nei 50 metri rana, conquistando in tal modo almeno un podio per il quinto campionato mondiale consecutivo.

## Primati personali

### Vasca lunga
| Distanza   | Tempo          |
| ---------- | -------------- |
| 50 m rana  | 29"30 (2021)   |
| 100 m rana | 1'05"44 (2024) |

### Vasca corta
| Distanza   | Tempo          |
| ---------- | -------------- |
| 50 m rana  | 28"81 (2020)   |
| 100 m rana | 1'03"55 (2020) |

## Palmarès
| Anno | Manifestazione          | Sede      | Evento              | Risultato         | Prestazione | Note                                                     |
| ---- | ----------------------- | --------- | ------------------- | ----------------- | ----------- | -------------------------------------------------------- |
| 2019 | Europei giovanili       | Kazan'    | 50 m rana           | Oro               | 30"16       | Record dei campionati                                    |
| 2019 | Europei giovanili       | Kazan'    | 100 m rana          | 5ª                | 1'08"22     |                                                          |
| 2019 | Europei giovanili       | Kazan'    | 4×100 m misti       | Argento           | 4'05"66     | [ 30 ]                                                   |
| 2019 | Europei giovanili       | Kazan'    | 4×100 m misti mista | 5ª                | 3'55"49     | [ 31 ]                                                   |
| 2019 | Mondiali                | Gwangju   | 50 m rana           | Argento           | 30"00       | [ 32 ]                                                   |
| 2019 | Mondiali giovanili      | Budapest  | 50 m rana           | Oro               | 30"60       |                                                          |
| 2019 | Mondiali giovanili      | Budapest  | 100 m rana          | 6ª                | 1'08"21     |                                                          |
| 2019 | Mondiali giovanili      | Budapest  | 4x100 m misti       | 4ª                | 4'05"29     | [ 33 ]                                                   |
| 2019 | Europei in vasca corta  | Glasgow   | 50 m rana           | Oro               | 29"32       | Miglior prestazione mondiale under 20 · Record nazionale |
| 2019 | Europei in vasca corta  | Glasgow   | 100 m rana          | 13ª in batteria   | 1'06"07     | [ 34 ]                                                   |
| 2019 | Europei in vasca corta  | Glasgow   | 4×50 m misti        | Argento           | 1'44"92     | [ 35 ]                                                   |
| 2021 | Europei                 | Budapest  | 50 m rana           | Oro               | 29"35       | [ 36 ]                                                   |
| 2021 | Europei giovanili       | Roma      | 50 m rana           | Oro               | 30"13       |                                                          |
| 2021 | Olimpiadi               | Tokyo     | 100 m rana          | Batteria          | dq          |                                                          |
| 2021 | Europei in vasca corta  | Kazan     | 50 m rana           | Argento           | 29''75      |                                                          |
| 2021 | Europei in vasca corta  | Kazan     | 100 m rana          | 6ª in batteria    | 1'05"23     | [ 37 ]                                                   |
| 2021 | Mondiali in vasca corta | Abu Dhabi | 50m rana            | Argento           | 29"50       |                                                          |
| 2021 | Mondiali in vasca corta | Abu Dhabi | 4x50m misti mista   | Bronzo            | 1'37"29     | [ 38 ]                                                   |
| 2022 | Mondiali                | Budapest  | 50 m rana           | Argento           | 29"80       |                                                          |
| 2022 | Mondiali                | Budapest  | 100 m rana          | Oro               | 1'05"93     |                                                          |
| 2022 | Mondiali                | Budapest  | 4x100 m misti       | 7º                | 3'58"86     | [ 39 ]                                                   |
| 2022 | Europei                 | Roma      | 50 m rana           | Argento           | 29"71       |                                                          |
| 2022 | Europei                 | Roma      | 100 m rana          | Oro               | 1'05"97     |                                                          |
| 2022 | Europei                 | Roma      | 4x100 m misti       | 4º                | 3'57"23     | [ 40 ]                                                   |
| 2022 | Mondiali in vasca corta | Melbourne | 50 m rana           | 7ª                | 29"48       |                                                          |
| 2022 | Mondiali in vasca corta | Melbourne | 100 m rana          | 15ª in semifinale | 1'05"46     |                                                          |
| 2023 | Mondiali                | Fukuoka   | 50 m rana           | Bronzo            | 30"04       |                                                          |
| 2023 | Europei in vasca corta  | Otopeni   | 50 m rana           | Oro               | 28"86       | Record dei campionati                                    |
| 2023 | Europei in vasca corta  | Otopeni   | 100 m rana          | Argento           | 1'03"76     |                                                          |
| 2023 | Europei in vasca corta  | Otopeni   | 4x50 m misti        | Argento           | 1'43"97     | Record nazionale                                         |
| 2024 | Mondiali                | Doha      | 50 m rana           | Bronzo            | 30"02       |                                                          |
| 2024 | Mondiali                | Doha      | 100 m rana          | 9ª in semifinale  | 1'06"70     |                                                          |
| 2024 | Mondiali                | Doha      | 4x100 m misti       | 6ª                | 4'00"34     | [ 41 ]                                                   |
| 2024 | Olimpiadi               | Parigi    | 100 m rana          | 4ª                | 1'05"60     |                                                          |
| 2025 | Mondiali                | Singapore | 50 m rana           | Bronzo            | 30"14       |                                                          |

### Campionati italiani
17 titoli individuali, così ripartiti:
- 11 nei 50 m rana
- 6 nei 100 m rana

| Anno | Edizione    | rana 50 m | rana 100 m | misti 4x100 m |
| ---- | ----------- | --------- | ---------- | ------------- |
| 2018 | Primaverili | 3         | -          | -             |
| 2018 | Invernali   | 2         | -          | -             |
| 2019 | Primaverili | 2         | -          | -             |
| 2019 | Invernali   | 1         | -          | -             |
| 2020 | Estivi      | 1         | 3          | -             |
| 2020 | Invernali   | 1         | 1          | -             |
| 2021 | Primaverili | 1         | 2          | -             |
| 2022 | Primaverili | 1         | 1          | 3             |
| 2022 | Estivi      | 1         | 1          | -             |
| 2022 | Invernali   | 1         | 1          | -             |
| 2023 | Primaverili | 1         | -          | 3             |
| 2023 | Invernali   | 1         | 1          | -             |
| 2024 | Primaverili | 1         | -          | 3             |
| 2024 | Invernali   | 1         | 1          | -             |

### Medaglie ai campionati italiani
| Evento           | Oro | Argento | Bronzo | Totale |
| ---------------- | --- | ------- | ------ | ------ |
| 50 m stile rana  | 11  | 2       | 1      | 14     |
| 100 m stile rana | 6   | 2       | 0      | 9      |
| 4x100 m misti    | 0   | 0       | 3      | 3      |
| Totale           | 17  | 4       | 4      | 25     |

## International Swimming League
| Stagione 2020   | Stagione 2021   |
| --------------- | --------------- |
| Energy Standard | Energy Standard |